# Trachymene ericoidies
Trachymene ericoidies är en flockblommig växtart som beskrevs av Dc. Trachymene ericoidies ingår i släktet Trachymene och familjen flockblommiga växter. Inga underarter finns listade i Catalogue of Life.